# Wagner Alves dos Santos
Wagner Alves dos Santos (São Paulo, 28 de dezembro de 1973) é um ex-futebolista brasileiro que atuava como lateral-esquerdo.

## Títulos
Palmeiras
- Campeonato Brasileiro: 1994[2]
- Campeonato Paulista: 1994,[3] 1996[4]

Seleção Brasileira
- Copa do Mundo Sub-20: 1993